# Club Sportivo Italiano
Lo Sportivo Italiano è una società calcistica argentina di Ciudad Evita, una città nel partido di La Matanza, in provincia di Buenos Aires. Milita in Primera C Metropolitana, la quarta serie del campionato argentino di calcio.

## Storia
Nel forte interesse dovuto al campionato di calcio della collettività italiana in Argentina, iniziato col primo torneo nel 1949 e divenuto ufficiale nel 1952, il 7 maggio 1955 nacque l'Associazione del Calcio Italiano in Argentina (A.C.I.A.), fondata da immigranti italiani di Florida, un distretto del partido di Vicente López nella provincia di Buenos Aires, a nord dell'omonima città. Vi parteciparono 24 squadre. Nel 1959 si affiliò alla AFA e cominciò a disputare il torneo di Tercera de Ascenso, corrispondente all'attuale Primera "D" con il nome A.C.I.A., da cui uno dei suoi soprannomi.
L'anno seguente, il 1960, vinse il torneo (il primo della sua storia) con un'incredibile annata con 28 vittorie su 32 partite disputate, pareggiandone 2 e perdendo solamente le 2 restanti, e ottenne la promozione in Primera C.
Nel 1962, conquistò anche il campionato di Primera C e raggiunse la Primera B (in quegli anni la Seconda Divisione del calcio argentino).
Nel 1967, perse la promozione diretta in Primera División (l'equivalente della serie A italiana) per un solo punto. Vinse il Campeonato Promocional per salire nella massima categoria, ma per ristrutturazioni dei vari tornei non fu promosso in A. L'anno seguente, dopo una disastrosa annata, tornò in Primera C.
Nel 1968 il comune di Buenos Aires non rinnovò la concessione dei terreni nel parco Almirante Brown, portando la società a comprare tre ettari di terreno a Bella Vista.

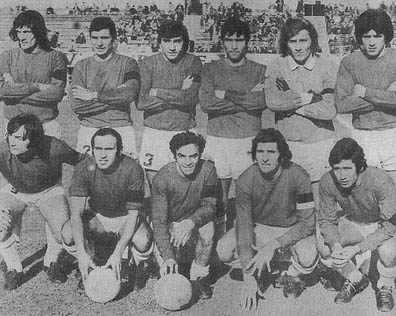
Una formazione del 1974

Dopo 8 anni, nel 1974, ottenne per seconda volta la vittoria in Primera C e tornò nella serie B.
Il 28 maggio 1978 a Buenos Aires, poco prima dell'inizio dei Campionati Mondiali di Calcio in Argentina, il Deportivo Italiano giocò un'amichevole con l'Italia. L'Italia vinse 1 a 0.
Il 7 luglio 1978 si fuse con la Sociedad Italiana de Vicente López e venne denominata ufficialmente e giuridicamente Deportivo Italiano.
Nel 1986, il club realizza la migliore stagione di sempre, vincendo il Torneo di Apertura e ottenendo l'unica promozione in Primera División argentina della sua storia. Nonostante la vittoria in campionato, per nuove ristrutturazioni nelle categorie dell'AFA, per poter salire in serie A, dovette giocare il torneo ottagonale. In finale sconfisse il Club Atlético Huracán e lo costrinse alla sua prima retrocessione in seconda categoria dopo 72 anni in Primera División.
Il Deportivo Italiano rimase solo un anno nella massima categoria, dove per poco non si salvò, ma alla fine dovette retrocedere in Primera B Nacional.
Nel 1989 attenne un immobile ubicato a Ciudad Evita, dove costruì quattro campi di calcio, spogliatoi e una sala riunioni. Nel primo quinquennio degli anni '90 attraversò una crisi economica, nella quale vendette gli immobili a Bella Vista per affrontare debiti e processi.
Nella stagione 1994/95 retrocesse per la prima volta in Primera B Metropolitana, dal 1987 la terza categoria del calcio argentino. La ripresa della squadra fu immediata, perché l'annata seguente vinse il Torneo Apertura e disputò la finale con Almagro, vincitore del Torneo Clausura. Dopo la vittoria, arrivata solo nella terza partita in campo neutro, diventò campione di Primera B Metropolitana per la prima volta e ottenne la promozione diretta in seconda categoria.
Nel 1997, nonostante vennero confiscati tutti i conti bancari della istituzione, cominciò la ricostruzione dello stadio.
Nella stagione 1997/98 il club ritornò in Serie B Metropolitana.
Il terzo ed ultimo cambio di nome avvenne nel 2003, quando divenne Club Sportivo Italiano. Il 10 ottobre 2005 si inaugurò lo Stadio República de Italia, dopo aver giocato in affitto in vari altri stadi.
Nel 2008-2009 vince, per seconda volta nella sua storia, la Primera B Metropolitana, con due turni d'anticipo e guadagnandosi la promozione in Primera B Nacional.

## Rose delle stagioni passate
- Club Sportivo Italiano 2008-2009

## Colori e simbolo
I colori della maglia dello Sportivo Italiano sono l'azzurro nella prima divisa e bianco con bordatura rossa e verde nella divisa da trasferta. Il simbolo della società è composto da uno scudo col nome della squadra in bianco su sfondo azzurro su un tricolore verde-bianco-rosso. I colori rispecchiano vistosamente quelli della nazionale italiana, richiamando a quei valori di forte legame con l'Italia mantenuti dai fondatori.

## Palmarès

### Trofei nazionali
- Primera B (ex-serie B argentina) (2): Campeonato Promocional 1967 (non promosso), Apertura 1986 (promosso in Primera División)
- Primera B Metropolitana (attuale terza categoria) (2): Apertura 1996, 2008/09
- Primera C (ex-terza categoria) (2): 1962 e 1974
- Tercera de Ascenso (oggi Primera D) (1): 1960

## Record e curiosità

### A favore
- Nel Nacional B: 5-0 all'All Boys nel 1993
- Nella Primera B: 8-2 all'Berazategui nel 2001
- Nella Primera C: 8-0 all'Justo José de Urquiza nel 1973
- Nella Primera D: 12-1 al Porteño nel 1960

### A sfavore
- Nella Primera A: 0-4 contro Argentinos Juniors nel 1987
- Nel Nacional B: 2-7 contro San Miguel nel 1997
- Nella Primera B: 2-7 contro Excursionistas nel 1967
- Nella Primera C:
- Nella Primera D: 2-6 contro il Macabi en 1959